# Adèle Opzoomerstraat
De Adèle Opzoomerstraat is een straat in Amsterdam Nieuw-West, Slotermeer.

## Geschiedenis en ligging
De straat kreeg haar naam per raadsbesluit van 14 oktober 1953 en werd daarbij vernoemd naar schrijfster Adèle Sophia Cordelia Opzoomer, beter bekend onder pseudoniem A.S.C. Wallis. Het merendeel van straten en pleinen in de omgeving zijn vernoemd naar schrijvers/schrijfsters. De straat begint aan de Lodewijk van Deysselstraat (vernoemd naar Lodewijk van Deyssel), kruist de Van Moerkerkenstraat (Pieter Hendrik van Moerkerken jr.) en eindigt op de Du Perronstraat (Charles Edgar du Perron). 

## Gebouwen
De straat is alleen aan de oostzijde bebouwd, de westzijde wordt gevormd door een grasveldje. Daar is bij de nummering rekening mee gehouden; deze loopt aansluitend op van 1 tot en met 16. Alle woningen bevinden zich in een flat met portieketagewoningen, die rond 1954 zijn gebouwd naar ontwerp van Adolph Eibink (1893-1975). Het kleine complex bevat 192 woningen, opgebouwd uit plint en vier woonlagen, die ingepast werden in het Algemeen Uitbreidingsplan van Cor van Eesteren. Eibink vertrok kort na oplevering naar Bergen. Eibink wist nog enkele speelse elementen in deze snelle bouw te verwerken. De woningen moesten echter wel één of meerdere keren na de oplevering gerenoveerd worden. Dit is terug te vinden in de uitpandige isolatie aan de kopzijde van de flat. De gebouwen werden door de gemeente qua architectuur ingedeeld als “orde 2”, net geen gemeentelijk monument (orde 1).  

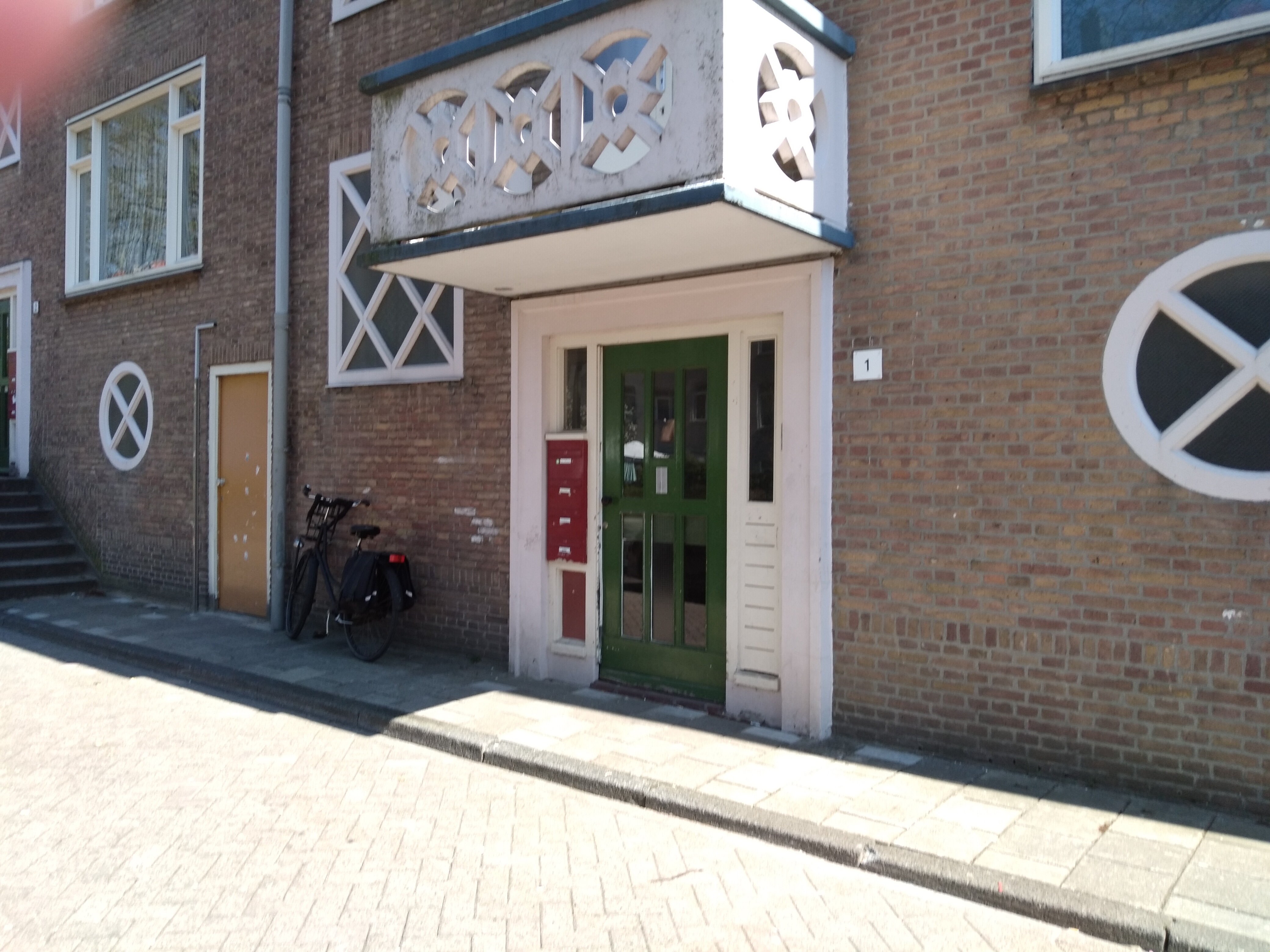
Versieringen in balustrades (april 2021)